# Maria Westerberg (designer)
Astrid Maria Westerberg, född 18 oktober 1977 i Frustuna-Kattnäs församling, Södermanland, är en svensk designer, inredningsarkitekt, konstnär och programledare.

## Biografi
Maria Westerberg växte upp i trakten av Gnesta med en äldre bror och yngre systern, musikern Karin Westerberg i familjen. Efter praktiska konststudier vid Basis konstskola (2000) och Pernbys målarskola (2001) läste hon konstvetenskap vid Södertörns högskola (2004) och 2005–2008 inredningsarkitektur och möbeldesign vid Konstfack. Hon väckte internationell uppmärksamhet med sitt examensarbete "T-shirt Chair" – en stomme klädd med färgglada sammansättningar av trasor av utslitna T-shirts etc – , som 2011 tilldelades Green Furniture Awards huvudpris på 100 000 kronor vid möbelmässan Stockholm International Furniture Fair. Hon bedriver sedan dess sin verksamhet i den egna Maria Westerberg Design i Stockholm.
Westerbergs designarbete är mycket färgrikt och framför allt inriktat på återbruk och omdesign av äldre, kasserade föremål till nya funktioner och former. Vid Venedigbiennalen 2008 deltog hon som del i en konceptinstallation med kylskåp i samband med verksamhet vid landskapsarkitektfirman Topotek 1 i Berlin. 2009 tog hon fram det uppmärksammade återvinningsbaserade heminrednings- och klädkonceptet "Remake & Recycle" för Indiska, baserat på spillbitar från företagets ordinarie produktion. 2010 gjorde hon bland annat en gatuinstallation i form av ett "hus" av olikfärgade glasskärvor, "Reflexioner", i samband med Riksdagsvalet 2010. Hon har också därefter skapat ett mönster av utrotningshotade djur, lampan "Diamond Pendant Lamp", möbelprodukter för Karl Andersson & Söner, kuddar, stolar i unika designexemplar ("Pocket Chair", "Flower Chair") med mera.
2012–2013 började hon som programledare för SVT Barnkanalen med den prisbelönta tv-programserien Junk, där hon i samverkan med inbjudna gästdesigner inspirerade barn att omdesigna och återbruka gamla leksaker etc till nya funktioner. 2017 utgjorde hon jury i Sjuans Superskaparna, där vuxna deltagare tävlar i kreativitet och skapande..

## Utställningar i urval
- 2008   “Utställningssalongen”, “Flower chair”, Stockholm
- 2008   Konstfack examensutställning, T-shirt chair, Stockholm
- 2008  “Re-Made”, T-shirt chair, Munktellstaden, Eskilstuna
- 2009  “Uppvunnet”, T-shirt chair, Sickla, Stockholm
- 2010   “Pop Up Art”, målning, Gallerian, Stockholm
- 2010   “Designboost”, T-shirt chair, Arkitekturmuseet, Stockholm
- 2011  “EcoPink”, London Design Week, London, UK
- 2011  “Swedish Love Stories”, Superstudio, Milano, Italien
- 2011   “Home Edition”, Earls court, London, UK
- 2011   “Slow living”, Kulturhuset, Stockholm
- 2011   Stockholm Furniture Fair, Greenhouse, Stockholm
- 2011  “Uppvunnet”, T-shirt chair, Teknikens Hus, Luleå
- 2012  "Eco Now", Stockholm
- 2012  “Nyfixat”, Carl Malmstens hus, Stockholm
- 2012   Stockholm Furniture Fair, Greenhouse, Stockholm
- 2012  "Slow design", Design week, Budapest
- 2016  "Artist in residence", Nordic Light Hotel

## Priser och utmärkelser
- 1996 Gnesta kommuns kulturstipendium
- 2000 Stipendium, Gunnar Anderssons minnesfond för unga konstnärer
- 2004 Huddinge kommuns kulturstipendium
- 2008 Konstfack-utmärkelse
- 2011 Green Furniture Award, Stockholm International Furniture Fair